# Wspomnienia niebieskiego mundurka
Wspomnienia niebieskiego mundurka – powieść dla młodzieży autorstwa Wiktora Gomulickiego z 1905 roku.
Akcja toczy się w szkole dla chłopców w Pułtusku na przełomie lat 1860-1870. Fabuła skupia się na szkolnych przygodach jednego z uczniów i zarazem głównego bohatera powieści - Witolda Sprężyckiego oraz jego szkolnych kolegów.